# Alexandra Čvanová
Alexandra Čvanová (Odessa, 25 d'abril de 1897 - Jihlava, 20 de maig de 1939) fou una soprano, coneguda per ser la creadora de diversos papers en òperes de Leoš Janáček i Pavel Haas.
Va estudiar música i teatre a Odessa, on va cantar per primera vegada òpera. El 1923, es va traslladar a Txecoslovàquia i el 1926 es va convertir en solista al Teatre Nacional de Brno, inicialment sota el cognom de Remislawská. Les seves intervencions varen incloure Jaroslavna a El príncep Ígor, Tatiana a Eugeni Oneguin i Lisa a La dama de piques, Krasava a Libuše i els papers protagonistes de Jenůfa i Rusalka. El 1926, va crear el paper d'Emilia Marty a El cas Makropoulos de Janáček i el 1938 el paper d'Amaranta a Šarlatán de Haas.
Va morir en un accident de cotxe prop de Jihlava a l'edat de 42 anys.